# 貞享
貞享是日本的年號之一。在天和之後，元祿之前。指1684年到1688年的期間。這個時代的天皇是靈元天皇、東山天皇。江戸幕府的將軍是德川綱吉。

## 改元
- 天和4年二月廿一（公元1684年4月5日） 基於讖緯説，因遇到甲子革令而改元
- 貞享5年九月三十（公元1688年10月23日） 改元為元祿

## 出典
出自《周易》的「永貞吉、王用享于帝吉」。

## 貞享年間要事
- 貞享2年 廢止從平安時代起使使用的宣明曆，改用日本本身的貞享曆

### 逝世
- 2年 山鹿素行（享壽63）

## 西元對照表
| 貞享 | 元年   | 2年    | 3年    | 4年    | 5年    |
| ---- | ------ | ------ | ------ | ------ | ------ |
| 西曆 | 1684年 | 1685年 | 1686年 | 1687年 | 1688年 |
| 干支 | 甲子   | 乙丑   | 丙寅   | 丁卯   | 戊辰   |

## 相關項目
| 前一年號： 天和 | 日本年號 | 下一年號： 元祿 |